# Ingénierie de fiabilité
L'ingénierie de fiabilité est un domaine de l'ingénierie des systèmes, qui traite de l'étude, de l'évaluation et du Product Lifecycle Management de la fiabilité : la capacité d'un système ou d'un composant à remplir ses fonctions attendues dans des conditions déterminées pour une période de temps déterminé. L'ingénierie de fiabilité est une sous-discipline au sein de l'ingénierie des systèmes. La fiabilité est souvent mesurée en probabilité de défaillance, fréquence de défaillance, ou en termes de disponibilité, une probabilité dérivée de la fiabilité et de la maintenabilité. La maintenabilité et la maintenance sont souvent des parts importantes de l'ingénierie de fiabilité.

## Fiabilité structurelle
La fiabilité structurelle consiste à appliquer la théorie de la fiabilité aux problèmes d'ingénierie structurelle,.